# Rembrandt Frerichs

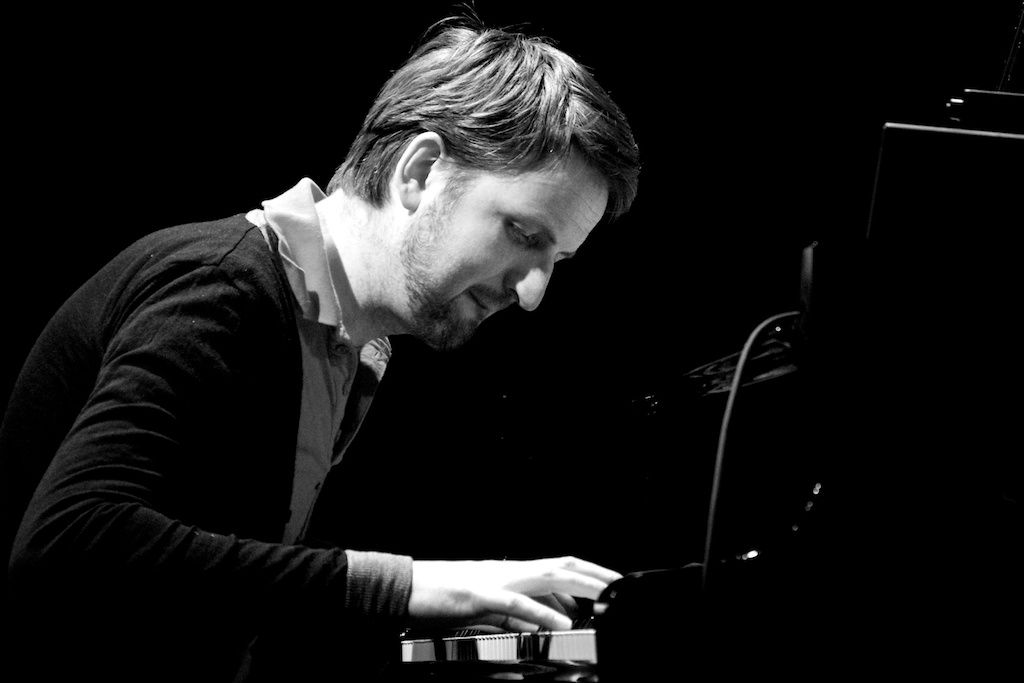

Rembrandt Frerichs (* 1977 in Rotterdam) ist ein niederländischer Jazzmusiker (Piano, Komposition).

## Leben und Wirken
Frerichs studierte am Koninklijk Conservatorium Den Haag und am New York Conservatory for Dramatic Arts. Er absolvierte das Studium in Den Haag mit Auszeichnung. Mit 22 Jahren gab er sein Debüt beim North Sea Jazz Festival. Rembrandt spielt in verschiedenen eigenen Ensembles wie dem Rembrandt Frerichs Trio, Chiaroscuro und (mit Vinsent Planjer und Yoram Lachish) Levantasy; auch arbeitete er mit Michael Brecker, dem New Trombone Collective, Marnix Busstra, Michel Godard und Hermine Deurloo. Neben dem Jazz inspiriert ihn sowohl die klassische europäische Musik als auch die arabische Musik, für die er während eines zweijährigen Ägyptenaufenthalts eine Passion entwickelte.
Frerichs ist Hauptfachlehrer für Jazz-Klavier am Konservatorium von Tilburg und wirkte als Gastlehrer an den Konservatorien von Amsterdam, Rotterdam und Utrecht. Darüber hinaus ist er künstlerischer Leiter verschiedener Kulturveranstaltungen, wie dem Rabo Jazz Festival (Oud-Beijerland), dem Waterfront Jazz Club (Almere) und der Regentenkamer (Den Haag).
Bereits sein Debütalbum Self Portrait wurde für einen Edison Award nominiert; 2014 wurde sein Album A Long Story Short für diesen angesehenen niederländischen Preis nominiert.

## Diskographische Hinweise
- Self Portrait (2007) mit Jan Menu
- Ordem E Progresso (2xCD Album, 2009) mit Jan Menu
- Levantasy (2010)
- Sehnsucht (2012)
- Acoustic Compass (2013)
- A Long Story Short (2014, mit Tony Overwater und Vinsent Planjer)
- The Contemporary Fortepiano (2018)[2]
- Graffiti Jazz (2021)[3]